# Hello Nasty
| 전문가 평가          | 전문가 평가 |
| 평가 점수            | 평가 점수   |
| 출처                 | 점수        |
| -------------------- | ----------- |
| AllMusic             | [ 1 ]       |
| Chicago Sun-Times    | [ 2 ]       |
| Entertainment Weekly | B+          |
| The Guardian         | [ 4 ]       |
| Los Angeles Times    | [ 5 ]       |
| NME                  | 9/10        |
| Pitchfork            | 8.5/10      |
| Rolling Stone        | [ 8 ]       |
| Spin                 | 7/10        |
| The Village Voice    | A           |

《Hello Nasty》는 미국의 랩 록 그룹 비스티 보이즈의 다섯 번째 스튜디오 음반이다. 1998년 7월 14일, 캐피틀 레코드에 의해 발매되었고 첫 주에 681,000장이 팔려 빌보드 200 음반 판매 차트에서 1위로 데뷔했다. 이 음반은 1999년 그래미 어워드에서 〈Intergalactic〉으로 듀오 또는 그룹의 최우수 얼터너티브 뮤직 음반 부문과 최우수 랩 퍼포먼스 부문에서 두 개의 상을 받았다. 비스티 보이즈 자서전에서 애덤 호로비츠는 《Hello Nasty》가 그들의 "최고의 음반"이라고 느꼈다고 말했다.

## 배경
《Hello Nasty》는 밴드의 이전 음반 《Ill Communication》 이후 4년 후인 1998년 7월 14일에 발매되었고 DMC 챔피언 믹스 마스터 마이크가 그룹의 라인업에 추가되었다. 〈I Don't Know〉에는 하토리 미호가 보컬, 〈Dr. Lee, PhD〉 게스트로는 보컬과 퍼커션 모두 더빙 뮤지션 리 페리가 참여한다. 《Hello Nasty》는 또한 에릭 보보가 밴드에서 타악기 연주자로 마지막으로 등장한 것을 기념했고, 비스티 보이즈가 공동 프로듀서와 함께 작업한 마지막을 기념했다.
이 음반의 제목은 그들의 뉴욕에 기반을 둔 홍보 회사 더티 리틀 맨의 안내원이 〈Hello, Nasty〉라는 인사로 전화를 받을 때 영감을 받았다고 한다. 또한 이 제목은 〈Putting Shame in Your Game〉이라는 곡에 언급되어 있다. 커버 아트는 세 멤버(애덤 호로비츠, 아담 요크, 마이크 D) 모두가 알루미늄 정어리 통에 싸여 햇볕에 구워지는 모습을 묘사한다. 밴드는 "MCA, 어디 갔다 왔니? 통조림 속에 정어리처럼 꽉 들어찼지"라는 가사를 가진 〈Body Movin〉이라는 노래에서 이것을 언급한다.
이 음반은 CD, 더블 바이닐 LP, 미니디스크, 카세트 테이프로 발매되었다. 카세트 포맷 중 하나는 바이오박스에 의해 제한된 시간 동안 투명한 플라스틱 케이스가 아닌 작은 골판지 상자에 포장되었다. 바이오박스 디자인은 소매 제품을 구별하고 매출을 증가시키기 위한 시도였다.

## 곡 목록
모든 곡들은 특별한 언급이 없는 한 비스티 보이즈에 의해 작사/작곡하였다.
| #   | 제목                                      | 작사·작곡                                        | 재생 시간 |
| --- | ----------------------------------------- | ------------------------------------------------ | --------- |
| 1.  | 〈Super Disco Breakin'〉                  |                                                  | 2:07      |
| 2.  | 〈The Move〉                              |                                                  | 3:35      |
| 3.  | 〈Remote Control〉                        |                                                  | 2:58      |
| 4.  | 〈Song for the Man (with 브룩 윌리엄스)〉 |                                                  | 3:13      |
| 5.  | 〈Just a Test〉                           |                                                  | 2:12      |
| 6.  | 〈Body Movin'〉                           | 비스티 보이즈, 마리오 칼다토                     | 3:03      |
| 7.  | 〈Intergalactic〉                         | 비스티 보이즈, 칼다토                            | 3:51      |
| 8.  | 〈Sneakin' Out the Hospital〉             |                                                  | 2:45      |
| 9.  | 〈Putting Shame in Your Game〉            |                                                  | 3:37      |
| 10. | 〈Flowin' Prose〉                         |                                                  | 2:39      |
| 11. | 〈And Me〉                                |                                                  | 2:52      |
| 12. | 〈Three MC's and One DJ〉                 | 비스티 보이즈, 마이크 슈워츠, 웬델 파이트        | 2:50      |
| 13. | 〈The Grasshopper Unit (Keep Movin')〉    | 비스티 보이즈, 멜빈 글로버, 실비아 로빈슨        | 3:01      |
| 14. | 〈Song for Junior〉                       | 비스티 보이즈, 에릭 보보, 마크 니시타, 질 커니프 | 3:49      |
| 15. | 〈I Don't Know (with 하토리 미호)〉       |                                                  | 3:00      |
| 16. | 〈The Negotiation Limerick File〉         | 비스티 보이즈, 칼다토                            | 2:46      |
| 17. | 〈Electrify〉                             | 비스티 보이즈, 칼다토                            | 2:22      |
| 18. | 〈Picture This (with 브룩 윌리엄스)〉     | 비스티 보이즈, 브룩 윌리엄스                     | 2:25      |
| 19. | 〈Unite〉                                 |                                                  | 3:31      |
| 20. | 〈Dedication〉                            | 비스티 보이즈, 니시타                            | 2:32      |
| 21. | 〈Dr. Lee, PhD (with 리 페리)〉           | 비스티 보이즈, 리 페리, 니시타                   | 4:50      |
| 22. | 〈Instant Death〉                         |                                                  | 3:22      |

## 인증
| 국가                                                                                         | 인증        | 판매량/출하량 |
| -------------------------------------------------------------------------------------------- | ----------- | ------------- |
| 오스트레일리아 (ARIA)                                                                        | 플래티넘    | 70,000^       |
| 벨기에 (BEA)                                                                                 | 골드        | 25,000*       |
| 캐나다 (뮤직 캐나다)                                                                         | 3× 플래티넘 | 300,000^      |
| 일본 (RIAJ)                                                                                  | 플래티넘    | 200,000^      |
| 네덜란드 (NVPI)                                                                              | 골드        | 50,000^       |
| 뉴질랜드 (RMNZ)                                                                              | 플래티넘    | 15,000^       |
| 노르웨이 (IFPI 노르웨이)                                                                     | 골드        | 25,000*       |
| 스웨덴 (GLF)                                                                                 | 골드        | 40,000^       |
| 스위스 (IFPI 스위스)                                                                         | 골드        | 25,000^       |
| 영국 (BPI)                                                                                   | 플래티넘    | 300,000       |
| 미국 (RIAA)                                                                                  | 3× 플래티넘 | 3,000,000^    |
| *판매량을 기반으로 한 인증 · ^출하량을 기반으로 한 인증 · 판매량+스트리밍을 기반으로 한 인증 |             |               |